# The Godfather Part II (soundtrack)
The Godfather Part II is de originele soundtrack, gecomponeerd door Nino Rota voor de film The Godfather Part II uit 1974 van Francis Ford Coppola. Het album werd uitgebracht in 1974 door ABC Records.

## Achtergrond
In 1991 werd het album op cd uitgebracht door MCA Records. De originele muziek werd gecomponeerd door Nino Rota en gedirigeerd door Carmine Coppola, die ook aanvullende muziek voor de film leverde.
De muziek van The Godfather Part II won in 1975 de Academy Award (Oscar) voor beste originele dramatische muziek.

## Tracklijst
| 1.                 | Main Title / The Immigrant                       | Nino Rota                                    | 3:27 |
| 2.                 | A New Carpet                                     | Nino Rota                                    | 2:00 |
| 3.                 | Kay                                              | Nino Rota                                    | 3:00 |
| 4.                 | Ev'ry Time I Look In Your Eyes / After the Party | Carmine Coppola / Nino Rota                  | 2:35 |
| 5.                 | Vito and Abbandando                              | Nino Rota                                    | 2:38 |
| 6.                 | Senza Mamma / Ciuri-Ciuri / Napule Ve Salute     | Francesco Pennino / Francesco Paolo Frontini | 2:36 |
| 7.                 | The Godfathers at Home                           | Nino Rota                                    | 2:35 |
| 8.                 | Remember Vito Andolini                           | Nino Rota                                    | 2:52 |
| 9.                 | Michael Comes Home                               | Nino Rota                                    | 2:19 |
| 10.                | Marcia Stilo Italiano                            | Carmine Coppola                              | 2:02 |
| 11.                | Ninna Nanna a Michele                            | Nino Rota / Francesco Pennino                | 2:22 |
| 12.                | The Brothers Mourn                               | Nino Rota                                    | 3:21 |
| 13.                | The Murder of Don Fanucci                        | Carmine Coppola                              | 2:50 |
| 14.                | End Title                                        | Nino Rota                                    | 3:51 |
| Totale duur: 38:28 |                                                  |                                              |      |

## Prijzen en nominaties
| Jaar | Prijs                              | Categorie                          | Genomineerde(n)              | Uitslag     |
| ---- | ---------------------------------- | ---------------------------------- | ---------------------------- | ----------- |
| 1975 | Academy Award (Oscar)              | Beste originele dramatische muziek | Nino Rota en Carmine Coppola | Gewonnen    |
| 1975 | Golden Globe                       | Beste originele muziek             | Nino Rota                    | Genomineerd |
| 1976 | British Academy Film Award (BAFTA) | Beste filmmuziek                   | Nino Rota                    | Genomineerd |